# Humanización de la pena
La humanización de la pena  es la evolución sufrida por el Derecho penal en cuanto a la intensidad y motivación del castigo impuesto al condenado.
En la actualidad el castigo o pena puede ser entendida como el medio con que cuenta el Estado para reaccionar frente al delito, expresándose como la "restricción de derechos del responsable". También se define como la pérdida o restricción de derechos personales, contemplada en la ley e impuesta por el órgano jurisdiccional, mediante un proceso, al individuo responsable de la comisión de un delito.
Sin embargo, la anterior definición no se ajusta a la concepción que se tenía sobre la pena en el derecho antiguo, ya que la pena es una de las instituciones que más se ha transformado y evolucionado en el derecho.

## Etapas en la transformación de la pena

### Venganza libre
En los tiempos primitivos no existían penas estructuradas y preestablecidas, sino que había toda una serie de prohibiciones basadas en conceptos mágicos y religiosos, cuya violación traía consecuencias no solo para el ofensor sino también para todos los miembros de su familia, clan o tribu. 
Cuando se responsabilizaba a alguien por la violación de una de estas
prohibiciones (tabú), el ofensor quedaba a merced de la víctima y sus parientes, quienes lo castigaban causándole a él y su familia un mal mayor.

### Venganza italiana
La Ley de Talión, que establecía limitaciones en la venganza, aparecen como método de castigo con el Código de Hammurabi, La Ley de las XII Tablas y la Ley Mosaica, que intentan establecer una primera proporcionalidad entre el daño producido y el castigo. Éste debe ser igual a aquel. Es el famoso "ojo por ojo, diente por diente".

### Composiciones voluntarias
Las mismas consistían en un acuerdo entre las partes para fijar el precio del daño causado, o de la sangre. Estas tienen un carácter voluntario ya que el autor del daño no estaba obligado a hacer una reparación. Si no había acuerdo se recurría al Talión. 
A modo de ejemplo, en la Ley de las XII Tablas (450 a. C.) se establecía que “si le arrancó un miembro y no se avino con él, aplíquese talión” . Es decir que en caso de que alguien hubiese mutilado un miembro a otro, y si no hubiera transacción, o sea, composición voluntaria se le imponía al autor la pena del talión. 

### Sistema de pena pública
El Sistema de pena pública supone que el Estado desplaza totalmente a los particulares en el derecho de impartir justicia; quedándose con la exclusividad de 
imponer penas.
Ya en el siglo V a. C., y volviendo a la Ley de las XII Tablas vemos en ésta como implícitamente se distingue entre la pena pública y la pena privada. 
Dentro de la pena pública se incluía los crimina o ilícitos penales que eran atentados contra el pueblo romano, como el perduleio o traición al pueblo romano y de los ilícitos más graves como el parricidium. Los crimina eran perseguibles de oficio y sancionados con la pena capital o en su caso el exilio.
Pero la misma Ley, establecía también una distinción que implicaba la existencia del delito privado, ilícitos privados, de menos gravedad y de persecución a instancia de la víctima o de sus familiares. Estos ilícitos eran castigados con pena pecuniaria a favor de la víctima, siempre dependiendo de la gravedad de mismo. Los mismos consistían en daños a bienes de terceros, el furtum y la iniuria o delito de lesiones. 
Vemos pues que en el Derecho Romano, en un principio no se desarrolla por completo el sistema por el cual el Estado se queda con la exclusividad de imponer penas; sin embargo con el paso del tiempo los delitos privados pasan a ser perseguidos por el Estado y sometidos a pena pública. Durante la época de la República, solo van quedando como delitos privados los más leves. 
En la época del Imperio los tribunales actuaban por delegación del emperador; el procedimiento extraordinario se convirtió en jurisdicción ordinaria en razón de que el ámbito de los crímenes contra la majestad del imperio se fue ampliando cada vez más. Con el desarrollo del período imperial no se tratará ya de tutelar públicamente intereses particulares, sino de que todos serán intereses públicos.  
Es reciente, con Las Siete Partidas de Alfonso X el Sabio (1256-1265) que queda definitivamente consagrado el carácter público de la actividad represiva, y se establece que la finalidad de la pena es la expiación, es decir, la retribución del mal causado, como medio de intimidación, para que el hecho no se repita.

## Principal avance hacia la humanización de las penas
Durante la etapa de venganza libre nos enfrentamos a las penas más crueles, su intensidad variaba según la fuerza que tuviera la víctima o sus familiares contra el delincuente.
En el caso de la venganza talonaria, si bien comienzan a aparecer regulaciones para las penas, estas no disminuyen su crueldad. Como ya fue señalado la Ley de Hammurabi establecía para una gran cantidad de delitos graves, y no tan graves, la pena capital. Con respecto a delitos menores se establecían penas que consistían en la mutilación del cuerpo del penado, entre otros castigos tales como arrojar la víctima al río, etc. Vemos, como las penas carecen de humanidad y tienen un sentido puramente intimidatorio. 	
En el Derecho Romano, no es sino hasta la etapa Imperial cuando las penas empiezan a reducir su severidad, si bien se sigue manteniendo la pena capital.
Hasta los siglos XVII y XVIII e incluso durante estos siglos, fueron comunes penas tales como: el fuego, la espada, el descuartizamiento, la horca, la muerte por asfixia, el enterramiento del cuerpo vivo, el hierro candente y la flagelación.
César Bonesana Marchese di Beccaria conocido principalmente como Cesare Beccaria fue el autor de “De los delitos y las penas” en 1764. En este libro, plantea una serie de principios que son la base del actual derecho penal, pero que para su época fueron revolucionarios. 
- Sólo las leyes pueden decretar penas:

En el capítulo III de su libro el autor señala el primer principio básico: "solo las leyes pueden decretar las penas sobre los delitos" y señala también que la función de imponer sanciones a cada uno de los delitos que se pudieren cometer dentro del núcleo social, debían ser establecidas solo por el legislador. Quien al igual que hoy, es el representante legítimo de los integrantes del pacto . Esto es un motivo de seguridad para los infractores, de que ningún juez, en un arranque de cólera o venganza, pueda imponer una sanción que le satisficiera en estos lapsos de irracionalidad desmedida. 
- La interpretación de la Ley corresponde al Legislador y no al Juez:

La interpretación de la ley penal, no está permitida a los juzgadores, pues si tuvieran esta capacidad, se convertirían automáticamente en legisladores. El juzgador, recibe la codificación, como un dogma sagrado, el cual no tiene derecho a cuestionar y que principalmente, está obligado a llevar a pie de la letra por ser estos resultado de la voluntad de los hombres, plasmada por el pueblo a través del legislador. El juzgador tan solo tiene la facultad de realizar dentro del parámetro señalado por la ley, la motivación correspondiente, precedida de un análisis de los elementos que confluyeron en la comisión del delito, ya que de lo contrario, de no ser así, se puede caer en especulaciones sin respuesta, que en nada benefician a la aplicación de la pena.
En conclusión, la intención de Beccaria es dejar de lado la subjetividad de los juzgadores.
- Las penas deben ser proporcionales a los delitos:

Sería ilógico pensar, que todos los delitos deben ser castigados de la misma manera; los delitos deben ser castigados, conforme la magnitud del bien tutelado que violaron o pusieron en peligro, señalamiento que claramente realiza Beccaria en el capítulo XXIII de su tratado, al asegurar que la escala a utilizarse en el establecimiento de la magnitud de la pena a imponerse, debe estar compuesta invariablemente de los deseos e impulsos que motivaron a la persona a cometer el delito y el fin que se perseguía realmente al momento de cometer este, es decir, las penas deben ser establecidas conforme al grado de ofensa que se hizo a la sociedad con la falta cometida.
- La finalidad de la pena:

La finalidad real de las penas, debe ser el no permitir 
que el infractor continúe desafiando el marco legal de la sociedad, no continúe haciendo daño a los ciudadanos, los cuales deben ser persuadidos por la imposición de la pena justa a este "reo", para que se sustraigan de cometer alguna falta de carácter similar.
"El fin, pues, no es otro que el de impedir al reo que realice nuevos daños a sus conciudadanos, y el de apartar a los demás de que los hagan iguales. Las penas por consiguiente, y el método de infligirlas, deben elegirse en tal forma que, guardada la proporción, produzcan la impresión más eficaz y duradera en los ánimos de los hombres y la menos atormentadora sobre el cuerpo del reo".
- La tortura, el tormento debe abolirse:

Con relación a tan delicado tema, Beccaria manifiesta que el tormento es una de las peores prácticas que se puede realizar, dentro del sistema de justicia, pues carece de todo valor probatorio.
Si un ser humano es sometido a una serie de torturas descomunales, seguramente terminara diciendo lo que su verdugo espera que diga, razón por la que este método retrograda, no tiene ningún motivo que justifique su existencia dentro de la procuración de justicia. 
Una extraña consecuencia, que necesariamente se sigue del uso de la tortura, es que al inocente se lo pone en peor condición que al reo; pues si a ambos se les aplica el tormento, el primero lleva las de perder, ya que, o confiesa el delito y se lo condena, o si se lo declara inocente, y ha sufrido una pena indebida. En cambio, el culpable tiene una posibilidad a su favor, toda vez que si resiste con firmeza la tortura, debe ser absuelto como inocente, con lo cual ha cambiado una pena mayor en otra menor. Por consiguiente, el inocente no puede más que perder, y el culpable puede ganar.  
- Prontitud de las penas:

Cuando la pena sea más pronta y más próxima al delito cometido, tanto más justa y más provechosa será. 
Es necesario fijar plazos breves pero suficientes para la presentación de las pruebas en defensa del reo y para la aplicación de la pena. 
Beccaria justifica este principio en que: la pena no es otra cosa que la consecuencia del delito y aplazar su aplicación, no representa otra cosa que la separación cada vez más errónea de estos dos conceptos, íntimamente ligados, tanto en la teoría como en la práctica.
El acusado de ser sentenciado con una tardía innecesaria, entraría en una etapa de tortura psicológica, al estar inmerso en la incertidumbre sobre la pena a la que se hará acreedor, a lo que se suma la necesidad de no dar tiempo a que el inculpado o alguna persona que este en confabulación, pueda modificar o destruir los elementos que servirán para decretarle la culpabilidad.
- La crueldad de las penas es inútil:

En el capítulo XV de su tratado Beccaria hace referencia a la suavidad de las penas y sostiene que la pena debe ser proporcional al delito y debe desterrarse de ella, cualquier rastro de atrocidad, ya que de lo contrario, este hecho representa en primer lugar para el posible infractor, un estimulante que lo invita a desafiarla, obviamente con miras a jamás tener que probar su eficacia y en segundo una especie de escuela del delito, donde el legislador guía al delincuente, mostrándole todas las puertas que existen para violentar el estado de derecho.
"Uno de los mayores frenos de los delitos, no es la crueldad de las penas, sino su infalibilidad y, por consiguiente la vigilancia de los magistrados y la severidad del juez inexorable, la cual, para que sea una provechosa virtud, deben ir acompañada de una legislación suave" . 
- La pena de muerte no es útil ni necesaria:

Quien se mueva en la temática de que la pena ejemplar es la mejor solución en la prevención del delito, dirá que la pena de muerte es lo necesariamente justa, al tener que el homicida, de algún modo, hacer la reparación del daño, con la privación de su derecho a vivir, pero la realidad, es que la imposición de una pena de tal magnitud, en nada garantiza el fin de estos delitos. Beccaria señala: "no es la intensidad de la pena lo que produce el mayor efecto en el ánimo del hombre, sino la duración; pues nuestra sensibilidad se mueve más fácil permanentemente por mínimas, pero reiteradas impresiones, que por un impulso fuerte, pero pasajero... No es el terrible pero pasajero espectáculo de la muerte de un criminal, sino el largo y continuado ejemplo de un hombre privado de libertad, que convertido en bestia de servicio recompensa con sus fatigas a la sociedad que ofendió, lo que constituye el freno más poderoso contra los delitos". 
Como lo señala el autor, la pena de muerte representa dos cosas: primero una lucha de todo un pueblo en contra de un individuo y segundo la incapacidad de un sistema jurídico, que no encuentra otra solución mejor a esta situación. 
Cabe preguntarse, quién es lo suficientemente infalible como para dictaminar una sentencia que quite la vida a una persona. Qué ser humano tiene cualidades similares a las de una divinidad. 
La pena de muerte se enfrenta a un gran dilema y es: qué sucede en caso de que luego de que es ejecutada, se pruebe que la persona condenada a muerte era inocente. La vida de esa persona inocente no puede devolverse. 
- Las penas deben ser las mismas para todos los ciudadanos:

Beccaria señala, que una ley es justa cuando todos los súbditos, al igual que el soberano, están sujetos al cumplimiento de la misma y no de manera contraria como algunos pensadores aseguraron, al señalar que lo justo de la pena, radicaba en el grado de afectación que representaba para el reo.  
- La educación es el medio más eficaz para prevenir el delito:

Quien se preocupe por la excelsa educación de sus gobernados, recibiera a cambio además de una sociedad libre del analfabetismo, una sociedad respetuosa de las leyes, capaz de generar sus propias fuentes de riqueza y por tanto, ocupada en la forma de avanzar cada vez más y no en la forma de cometer delitos, sin tener que ser sancionado por estas acciones.
Los postulados de Beccaria fueron un gran avance en materia humanitaria y fijaron principios basados en el razonamiento científico que fueron recogidos por la
mayor parte de las legislaciones posteriores.

## Disposiciones internacionales
El 10 de diciembre de 1948 la Asamblea General de las Naciones Unidas señala entre otras cosas en la Declaración Universal de Derechos Humanos , en su artículo 5 que “nadie será sometido a torturas ni a penas o tratos crueles, inhumanos o degradantes”.
Posteriormente, el 10 de diciembre de 1984 se firma la Convención contra la Tortura y Otros Tratos o Penas Crueles, Inhumanos o Degradantes, que tiene la intención de hacer más eficaz la lucha contra la tortura y otros tratos o penas crueles, inhumanos o degradantes en todo el mundo. 
Dicha Convención define el concepto de tortura: “todo acto por el cual se inflija intencionadamente a una persona dolores o sufrimientos graves, ya sean físicos o mentales, con el fin de obtener de ella o de un tercero información o una confesión, de castigarla por un acto que haya cometido, o se sospeche que ha cometido, o de intimidar o coaccionar a esa persona o a otras, o por cualquier razón basada en cualquier tipo de discriminación, cuando dichos dolores o sufrimientos sean infligidos por un funcionario público u otra persona en el ejercicio de funciones públicas, a instigación suya, o con su consentimiento o aquiescencia” . Establece la siguiente excepción: “no se considerarán torturas los dolores o sufrimientos que sean consecuencia únicamente de sanciones legítimas, o que sean inherentes o incidentales a éstas”.
Sostiene también que “Todo Estado Parte se comprometerá a prohibir en cualquier territorio bajo su jurisdicción otros actos que constituyan tratos o penas crueles, inhumanos o degradantes y que no lleguen a ser tortura tal como se define en el artículo 1, cuando esos actos sean cometidos por un funcionario público u otra persona que actúe en el ejercicio de funciones oficiales, o por instigación o con el consentimiento o la aquiescencia de tal funcionario o persona”.

## Referencia bibliográfica
- Rossi Masella, Blas (1961). Historia del Derecho Tomo III. Montevideo. Editorial “El Derecho”.

- Beccaria, Cesare (1990). De los delitos y de las penas. Bogotá. Editorial Temis.